# Hyracotherium

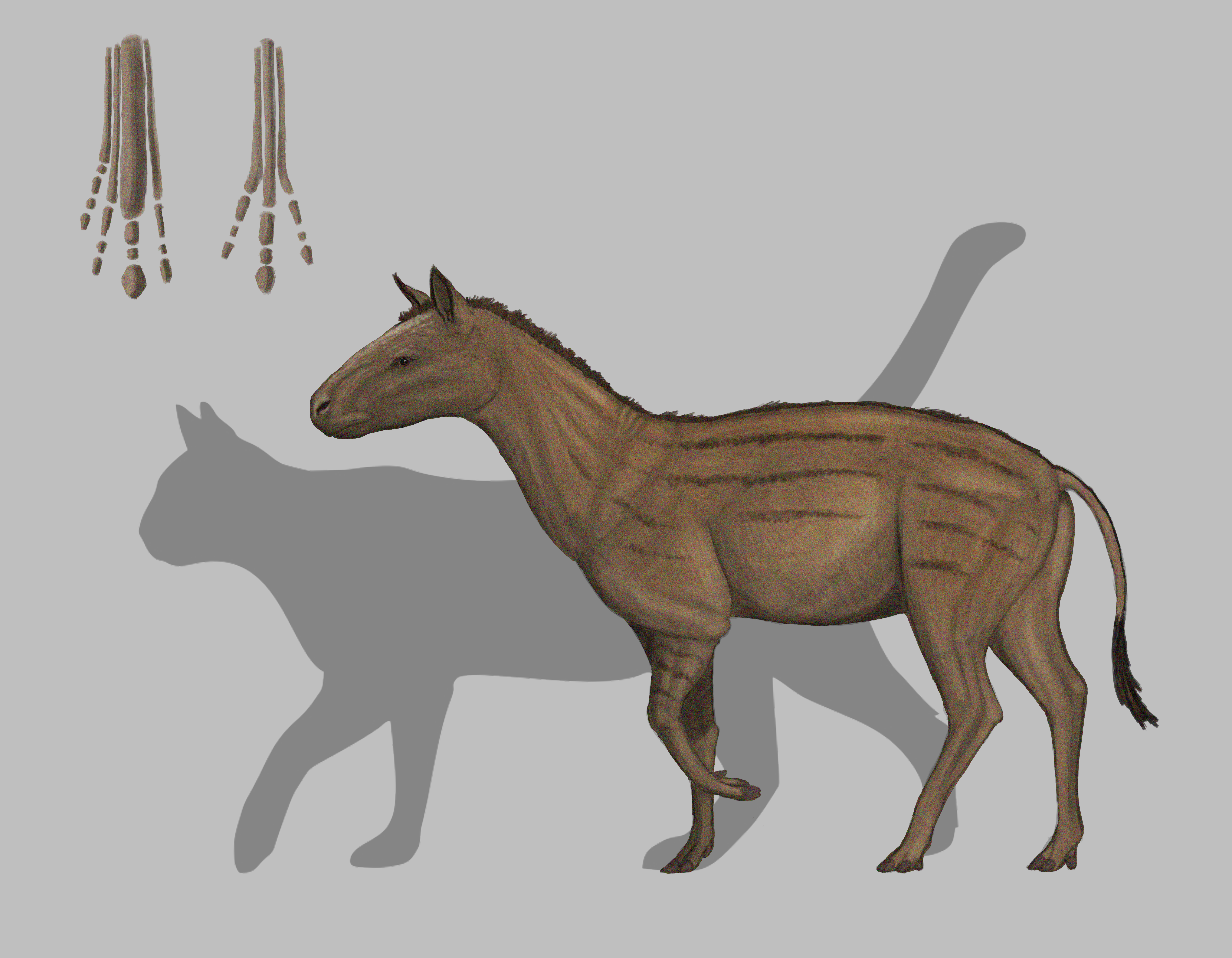
Escala comparativa de Hyracotherium

Hyracotherium (del griego «bestia similar a un damán») es un género extinto de pequeño paleoterio perisodáctilo que fue hallado en la Formación Arcilla de Londres en el Reino Unido. Este animal del tamaño de un perro fue alguna vez considerado como el miembro más antiguo de la familia Equidae antes de que su especie tipo, H. leporinum, fuera reclasificada como un paleotérido, un tipo de perisodáctilos relacionados tanto con los caballos como con los brontotéridos.

## Descripción
Hyracotherium medía generalmente unos 60 centímetros de longitud y unos 20 centímetros de altura hasta los hombros y pesaría cerca de 20 kilos. Tenía cuatro dedos con pezuña en cada pata delantera y tres en cada pata posterior. Cada dedo poseía una almohadilla en su envés, similares a las de los perros. Tenía un rostro corto con las cuencas oculares situadas a mitad del cráneo y un corto diastema (el espacio entre los dientes frontales y los de la mejilla). El cráneo entero era largo, con unos 44 dientes de corona baja. Aunque fueran de corona baja, se puede ver que ya tenían los inicios de los característicos molares con bordes de los caballos modernos. Se cree que Hyracotherium era un herbívoro ramoneador que comía principalmente hojas suaves y también frutas y brotes de las plantas.

## Descubrimiento

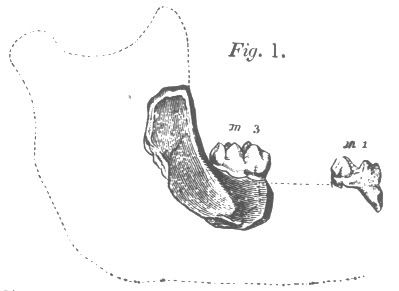
El holotipo, BMNH M16336

Los primeros fósiles identificados como pertenecientes a este género, el espécimen holotipo BMNH M16336, fueron hallados en los acantilados de Studd Hill cerca de Herne Bay, Kent, y fueron descritos por el naturalista Richard Owen en un artículo que fue leído ante la Sociedad Geológica de Londres el 18 de diciembre de 1839 en el que se lo describe como "pequeño cráneo mutilado de un tamaño cercano al de una liebre". Él lo identificó como perteneciente al extinto orden Pachydermata, con dientes que recordaban a los de Chseropotamus y la forma general del cráneo "participando de un carácter intermedio entre el del cerdo y el damán, aunque el gran tamaño del ojo le debe haber dado a la fisonomía del animal vivo un parecido a los Rodentia." Refiriéndose a este parecido al damán, Owen propuso como nombre Hyracotherium para el nuevo género. En su descripción formal publicada por la Sociedad Geológica en 1841, Owen escribió "Sin intentar implicar que este pequeño paquidermo extinto estaba más cercanamente relacionado con el damán que ser un miembro del mismo orden, y siendo similar en tamaño, propongo llamar al nuevo género de manera que quede incuestionablemente indicado, Hyracotherium, con el nombre de especie leporinum."
En 1876 en Estados Unidos Othniel C. Marsh encontró un esqueleto completo, el cual situó en otro nuevo género, Eohippus, del griego ηώς (eōs, "amanecer") e ιππος (hippos, "caballo"), que significa "caballo del amanecer". Sus similitudes con los fósiles descritos por Owen fueron señaladas formalmente en un artículo de 1932 realizado por Sir Clive Forster Cooper. Su única especie, E. angustidens fue movida al género Hyracotherium, el cual tenía prioridad como nombre de género, lo que convertía a Eohippus en el sinónimo más moderno del primero. Muchos otros équidos primitivos norteamericanos fueron a partir de ahí clasificados también como especies de Hyracotherium, pero esta sinonimia ha sido cuestionada recientemente.

## Taxonomía y evolución
La especie tipo, H. leporinum es considerada actualmente como un paleotérido, en vez de ser un caballo verdadero. Muchas otras especies de Hyracotherium son aún consideradas como équidos, pero han sido situadas en varios otros géneros, como Arenahippus, Minippus, Sifrhippus, Xenicohippus, Pliolophus y Protorohippus, mientras que Eohippus ha sido revalidado. Por un tiempo, Xenicohippus fue considerado como un brontoterio primitivo. El principal foco de la evolución de los caballos ocurrió en Norteamérica.